# Antigua och Barbuda i olympiska sommarspelen 1992
Antigua och Barbuda deltog i de olympiska sommarspelen 1992 med en trupp bestående av 13 deltagare, men ingen av landets deltagare erövrade någon medalj.

## Cykling

### Landsväg
| Cyklist       | Gren                | Tid             | Placering       |
| ------------- | ------------------- | --------------- | --------------- |
| Neil Lloyd    | Herrarnas linjelopp | Fullföljde inte | Fullföljde inte |
| Robert Marsh  | Herrarnas linjelopp | Fullföljde inte | Fullföljde inte |
| Robert Peters | Herrarnas linjelopp | Fullföljde inte | Fullföljde inte |

### Bana
Förföljelse
| Robert Peters | Herrarnas förföljelse | overtaken |  | Gick inte vidare | Gick inte vidare | Gick inte vidare | Gick inte vidare | Gick inte vidare | Gick inte vidare |

Tempolopp
| Cyklist    | Gren                | Tid      | Placering |
| ---------- | ------------------- | -------- | --------- |
| Neil Lloyd | Herrarnas tempolopp | 1:14,816 | 31        |

Poänglopp
| Cyklist    | Gren                | Kval            | Kval            | Final            | Final            |
| Cyklist    | Gren                | Poäng           | Placering       | Poäng            | Placering        |
| ---------- | ------------------- | --------------- | --------------- | ---------------- | ---------------- |
| Neil Lloyd | Herrarnas poänglopp | Fullföljde inte | Fullföljde inte | Gick inte vidare | Gick inte vidare |

## Friidrott

### Herrar
| Idrottare       | Gren                  | Heat, omgång 1 | Heat, omgång 1 | Heat, omgång 2   | Heat, omgång 2   | Semifinal        | Semifinal        | Final            | Final            |
| Idrottare       | Gren                  | Tid            | Placering      | Tid              | Placering        | Tid              | Placering        | Tid              | Placering        |
| --------------- | --------------------- | -------------- | -------------- | ---------------- | ---------------- | ---------------- | ---------------- | ---------------- | ---------------- |
| Kenmore Hughes  | Herrarnas 200 meter   | 22,18          | 67             | Gick inte vidare | Gick inte vidare | Gick inte vidare | Gick inte vidare | Gick inte vidare | Gick inte vidare |
| Kenmore Hughes  | Herrarnas 400 meter   | 48,56          | 56             | Gick inte vidare | Gick inte vidare | Gick inte vidare | Gick inte vidare | Gick inte vidare | Gick inte vidare |
| Dale Jones      | Herrarnas 800 meter   | 1:50,43        | 32             | N/A              | N/A              | Gick inte vidare | Gick inte vidare | Gick inte vidare | Gick inte vidare |
| Reuben Appleton | Herrarnas 1 500 meter | 4:02,99        | 44             | N/A              | N/A              | Gick inte vidare | Gick inte vidare | Gick inte vidare | Gick inte vidare |

### Damer
| Idrottare          | Gren               | Heat, omgång 1 | Heat, omgång 1 | Heat, omgång 2   | Heat, omgång 2   | Semifinal        | Semifinal        | Final            | Final            |
| Idrottare          | Gren               | Tid            | Placering      | Tid              | Placering        | Tid              | Placering        | Tid              | Placering        |
| ------------------ | ------------------ | -------------- | -------------- | ---------------- | ---------------- | ---------------- | ---------------- | ---------------- | ---------------- |
| Heather Samuel     | Damernas 100 meter | 11,76          | 34             | Gick inte vidare | Gick inte vidare | Gick inte vidare | Gick inte vidare | Gick inte vidare | Gick inte vidare |
| Heather Samuel     | Damernas 200 meter | 24,09          | 31 Q           | 24,12            | 31               | Gick inte vidare | Gick inte vidare | Gick inte vidare | Gick inte vidare |
| Charmaine Gilgeous | Damernas 400 meter | 55,48          | 35             | Gick inte vidare | Gick inte vidare | Gick inte vidare | Gick inte vidare | Gick inte vidare |                  |

## Segling
Herrar
| Seglare             | Gren      | Lopp | Lopp | Lopp | Lopp | Lopp | Lopp | Lopp | Lopp | Lopp | Lopp | Poäng | Placering |
| Seglare             | Gren      | 1    | 2    | 3    | 4    | 5    | 6    | 7    | 8    | 9    | 10   | Poäng | Placering |
| ------------------- | --------- | ---- | ---- | ---- | ---- | ---- | ---- | ---- | ---- | ---- | ---- | ----- | --------- |
| Ty Brodie           | Lechner   | 46   | 47   | 45   | (51) | 46   | 46   | 51   | 49   | 47   | 51   | 428   | 42        |
| Stedroy Braithwaite | Finnjolle | (34) | 31   | 29   | 30   | 33   | 34   | 30   |      |      |      | 187   | 27        |

Damer
| Seglare      | Gren        | Lopp | Lopp | Lopp | Lopp | Lopp | Lopp | Lopp | Poäng | Placering |
| Seglare      | Gren        | 1    | 2    | 3    | 4    | 5    | 6    | 7    | Poäng | Placering |
| ------------ | ----------- | ---- | ---- | ---- | ---- | ---- | ---- | ---- | ----- | --------- |
| Karen Portch | Europajolle | 25   | (30) | 24   | 29   | 28   | 26   | 28   | 160   | 23        |

Öppen klass
| Seglare                      | Gren    | Lopp | Lopp | Lopp | Lopp | Lopp | Lopp | Lopp | Poäng | Placering |
| Seglare                      | Gren    | 1    | 2    | 3    | 4    | 5    | 6    | 7    | Poäng | Placering |
| ---------------------------- | ------- | ---- | ---- | ---- | ---- | ---- | ---- | ---- | ----- | --------- |
| Paola Vittoria Carlo Falcone | Starbåt | 31   | 31   | 27   | (32) | 23   | 31   | 27   | 170   | 24        |